# Melia azedarach
Melia azedarach, llamado popularmente cinamomo, agriaz, piocha, canelo, lila, paraíso sombrilla o, de manera más imprecisa, árbol del paraíso (nombre que se refiere en principio a otras especies: Simarouba amara, Elaeagnus angustifolia), es una especie arbórea del género Melia de la familia Meliaceae. Nativo del sureste asiático, se difundió a mediados del siglo XIX como ornamental en Sudáfrica y América, donde se naturalizó con rapidez, convirtiéndose en una especie invasora que desplazó otras autóctonas. Se cultiva aún para decoración y sombra, sobre todo por su ancha y frondosa copa, a la que debe su nombre común.

## Descripción
Es un árbol caducifolio de tamaño medio, de 8 a 15 m de altura, con el tronco recto y corto; la copa alcanza los 4 a 8 m de diámetro, en forma de sombrilla. Las hojas son opuestas, compuestas, con pecíolos largos, imparipinnadas, de 15 a 45 cm de longitud; los  folíolos son ovales, acuminados, de 2 a 5 cm de largo, de color verde oscuro por el haz y más claro en el envés, con el margen aserrado.
Las flores, pentámeras y de color púrpura o lila, se organizan en panículas terminales de hasta 20 cm de largo, muy fragantes. Fruto en drupa de 1 cm de diámetro y forma globosa, de color verde y amarillo pálido en la maduración, con su endocarpo grueso con 1 semilla por lóculo, de 1 mm de largo por 0,3 mm de ancho

## Distribución y hábitat
Originario del pie de los Himalayas, donde crece hasta los 3000 m s. n. m. Cultivado en varias regiones de Asia ya para la época de Linneo, que anotó habitat in Syria en el Species Plantarum, se había naturalizado en zonas cálidas y templadas de todo el mundo. Florece a mediados o finales de la primavera.

## Cultivo
Tolera heladas ligeras a condición de contar con un verano cálido. Se adapta a la sequía, a los suelos ácidos o alcalinos y a la salinidad, aunque tolera mal el viento por la fragilidad del ramaje. Es marcadamente fotófilo. Crece con rapidez, y se reproduce con facilidad por semilla o esqueje.

## Usos
Se utiliza en jardinería como árbol de sombra y por su abundante y aromática floración. 
Los huesos de las semillas se perforan fácilmente, ya que tienen un orificio natural entre los extremos, y se usan como cuentas para fabricar rosarios. (Debe tenerse en cuenta que este árbol se considera santo en Asia). Esta es una de las razones por las que se ha hecho popular y se planta en parques y jardines. En España se planta desde hace mucho tiempo: habla de él Abú Zacaría en el siglo XIII (Al-Awwam) en su Libro de agricultura andalusí. Este autor recomienda su plantación cerca de norias y pozos para que personas y bestias puedan beneficiarse de su sombra. 
La madera es usada para partes de edificios que deban resistir al agua, como aquellas debajo de canaletas pluviales.  Es de alta calidad, con una densidad media, veteado agradable y una coloración que oscila entre marrón claro y rojo oscuro. Las hojas sirven para teñir telas y Abú Zacaría escribió que se usaban para teñir de negro y fortalecer el cabello, aunque «no conviene abusar pues oscurece hasta la piel».

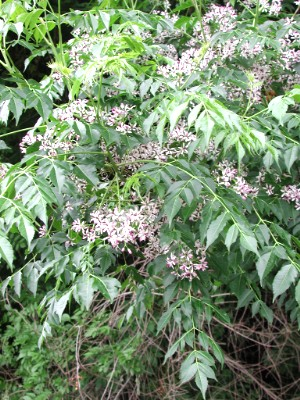
Árbol en floración.

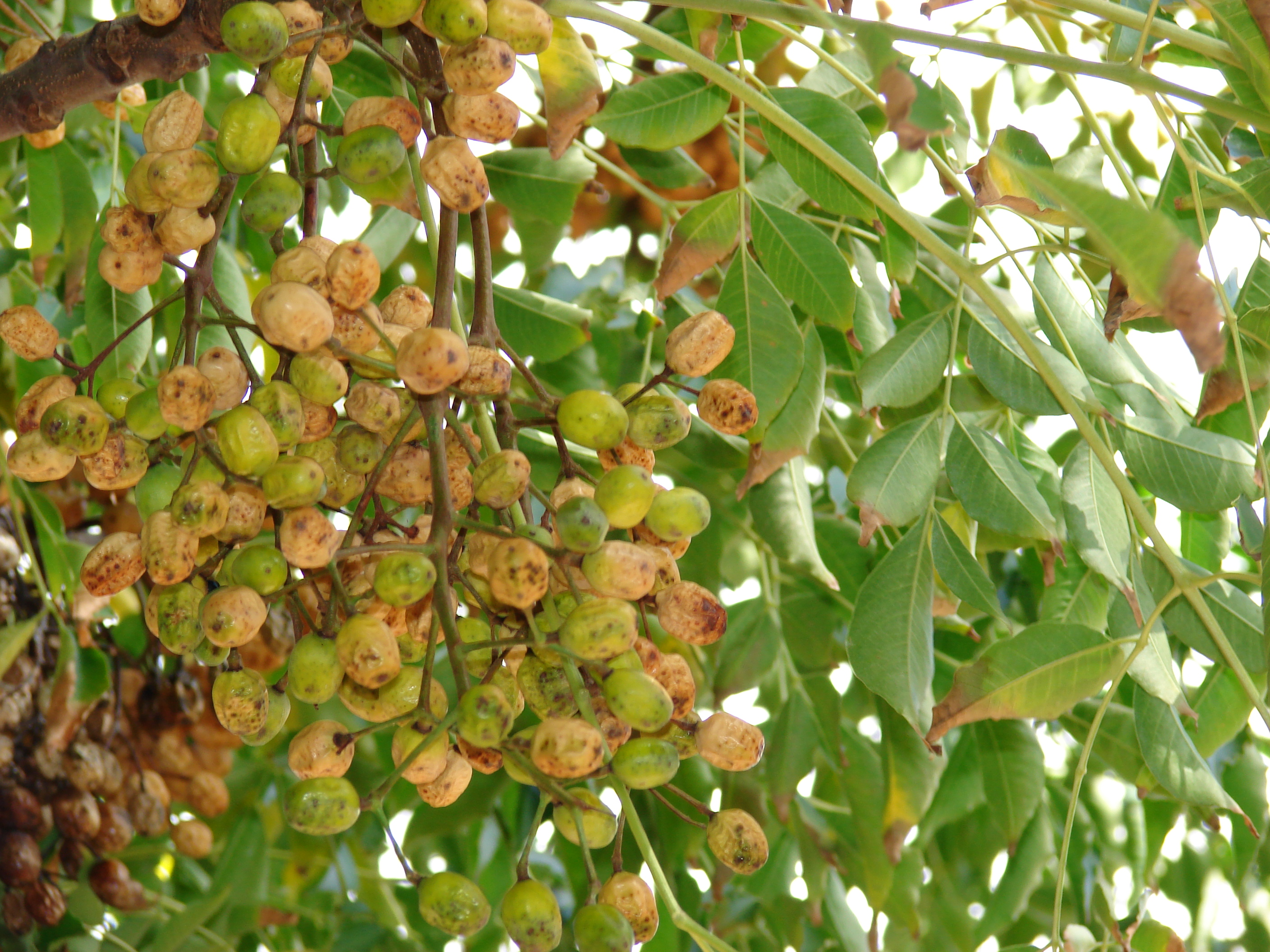
Frutos.

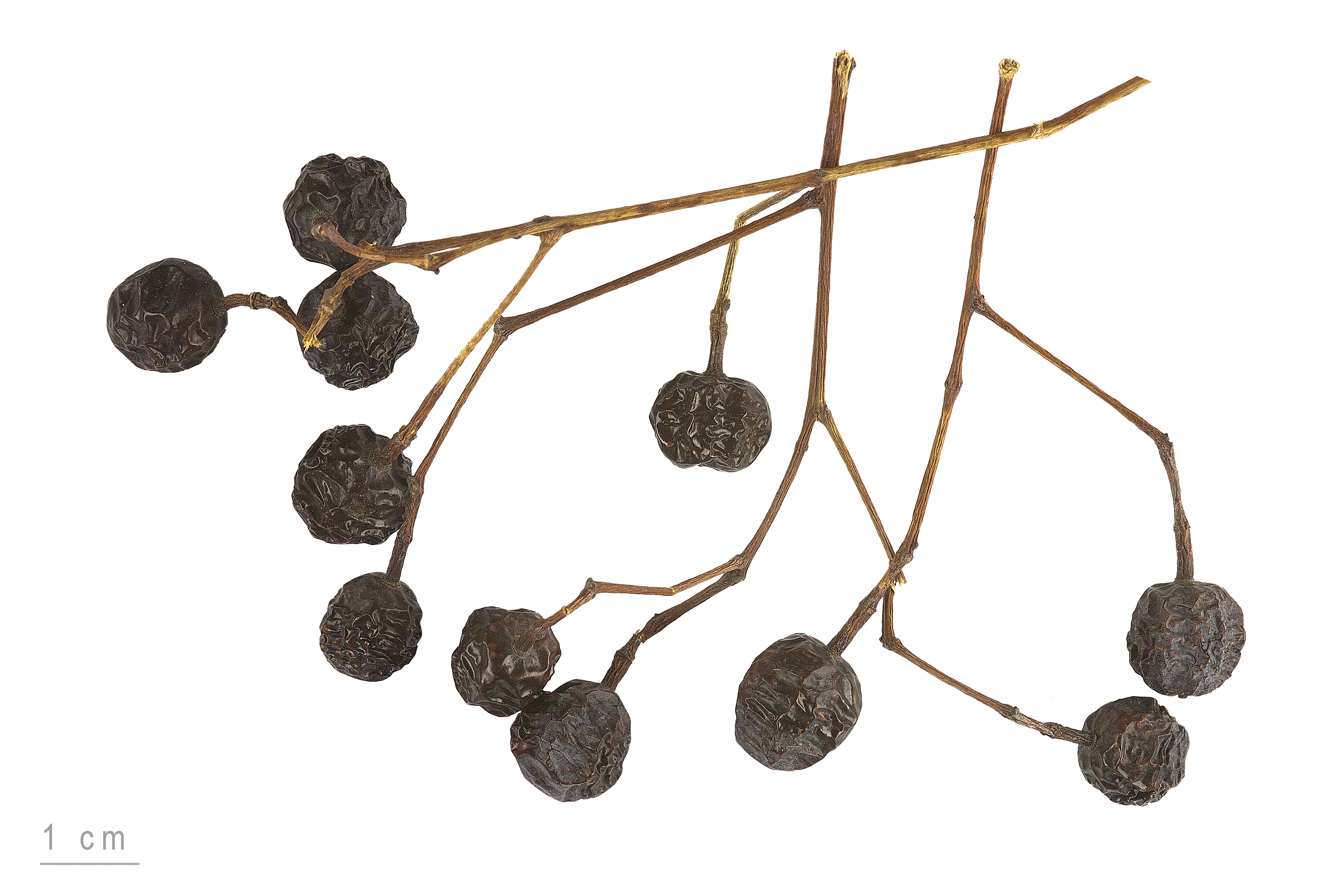
Melia azedarach - MHNT

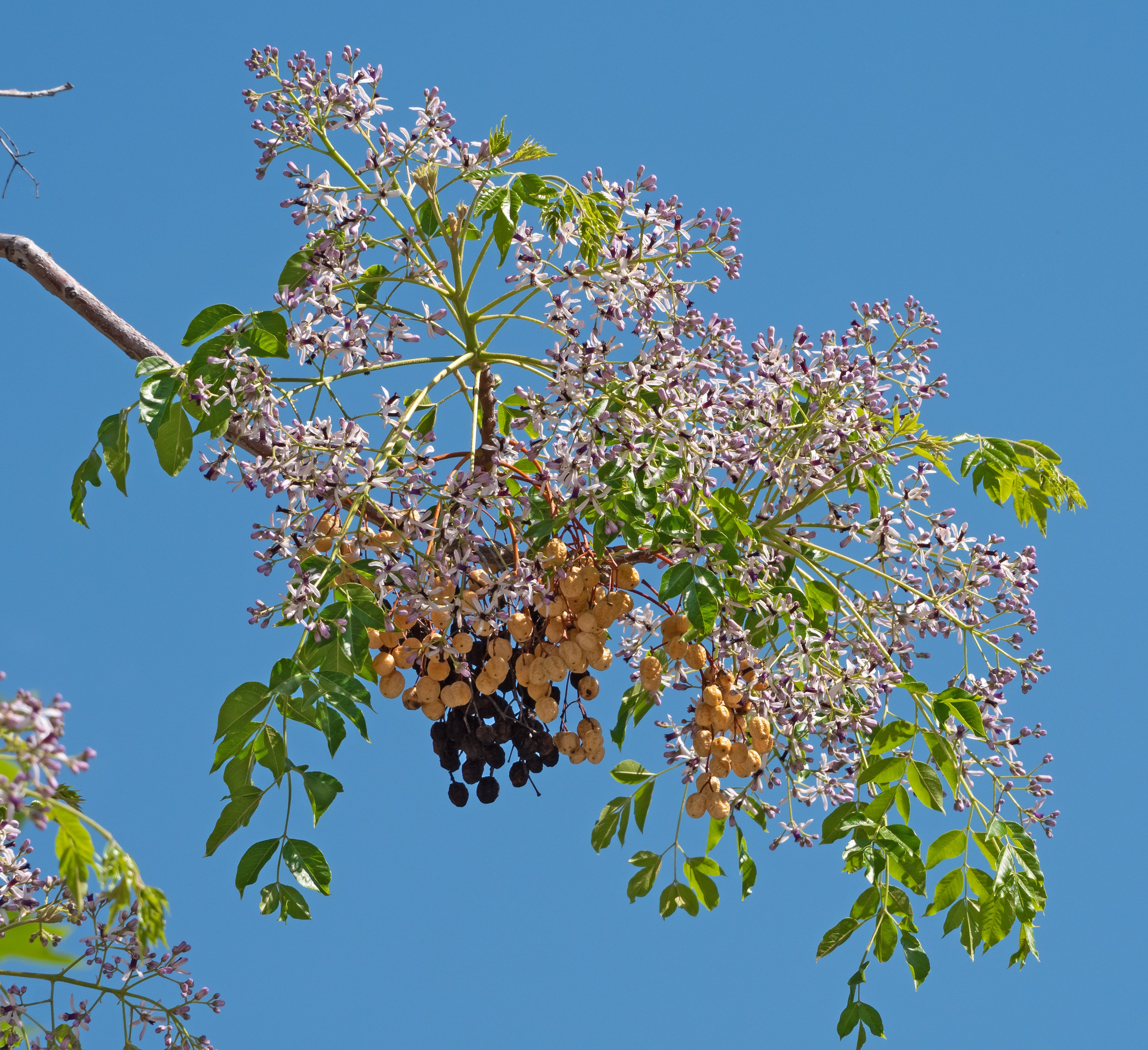
Rama con flores y con frutos de uno y dos años antes.

## Principios activos
La planta contiene sesquiterpenos, α-cadinol, triterpenos y  flavonoides.

### Toxicidad
Los frutos tienen propiedades narcóticas. Resultan venenosos ingeridos en cantidad. De ellos se puede obtener, por destilación, un gas inodoro e inflamable que se usó para el alumbrado. El fruto seco y pulverizado sirve como insecticida y para defenderse de los piojos. 
La toxicidad de los frutos afecta al ser humano y otros mamíferos, aunque no a las aves (de hecho constituye parte esencial de la dieta de la cotorrita Myiopsitta monachus).
Contiene neurotoxinas, en especial tetranortriterpeno; 0,66 g de fruta por kg pueden matar a un mamífero adulto. Los síntomas son vómitos, diarrea, dolor abdominal, congestión pulmonar, rigidez, falta de coordinación y finalmente paro cardíaco. Pese a ello, en el pasado se utilizaba la infusión de hojas muy diluida como relajante uterino.

## Taxonomía
Melia azedarach fue descrita por Carlos Linneo y publicado en Species Plantarum 1: 384–385. 1753.
Sinonimia
- Azedara speciosa Raf.
- Azedarach commelinii Medik.
- Azedarach deleteria Medik.
- Azedarach fraxinifolia Moench
- Azedarach odoratum Noronha
- Azedarach sempervirens Kuntze
- Melia australis
- Melia bukayun Royle
- Melia cochinchinensis M.Roem.
- Melia commelini Medik. ex Steud.
- Melia composita Benth.
- Melia florida Salisb.
- Melia guineensis G.Don
- Melia japonica G.Don
- Melia orientalis M.Roem.
- Melia sambucina Blume
- Melia sempervirens Sw.
- Melia toosendan Siebold & Zucc.[8]

## Nombres comunes
- En la Argentina y Uruguay al árbol se lo conoce como paraíso y a los frutos se los conoce coloquialmente como venenitos.[9]
- En España: acederaque, agriaz, agrión, azederach, bolillero, cinamomo, lila, lila de Persia, lilo, melia, paraíso, rosariera, árbol de cuentas, árbol de los rosarios, árbol de rosarios, árbol del paraíso, árbol santo.[10]
- En México: paraíso, lila, piocha, pioche, canelo, canelón, cinamón,[1]
- En Nicaragua y Bolivia: paraíso
- En Venezuela: alelí